# Lavinia Abate
Lavinia Abate (Roma, 24 marzo 2004) è una modella italiana, vincitrice di Miss Italia 2022.

## Biografia
Nata a Roma, al momento dell'elezione frequentava il quinto anno del liceo scientifico.
Dopo aver vinto la fascia di Miss Rocchetta Bellezza Lazio si qualifica per Miss Italia 2022, dove ottiene la vittoria finale e il titolo di Miss Eleganza.
Nel 2023 partecipa al game show di Pino Insegno Il mercante in fiera nel ruolo della "gatta nera", in sostituzione di Ainett Stephens.
Il 3 novembre dello stesso anno pubblica il suo primo singolo Non sto bene con me.

## Televisione
- Il mercante in fiera (Rai 2, 2023) - co-conduttrice
- Ciao Darwin (Canale 5, 2024) - concorrente

## Discografia

### Singoli
- 2023 - Non sto bene con me[6]
- 2025- Can’t stop loving you